# Rotohrspecht
Der Rotohrspecht (Blythipicus pyrrhotis) ist eine Vogelart aus der Familie der Spechte (Picidae). Dieser mittelgroße und insgesamt sehr düster gefärbte Specht bewohnt große Teile Süd- und Südostasiens. Die Art ist eng an Wald mit dichtem und wenig lichtdurchlässigem Unterwuchs gebunden, wo sie sich meist nur wenige Meter über dem Boden aufhält, aber auch bis in die mittlere Baumschicht aufsteigt. Die Nahrung besteht vor allem aus Termiten, Ameisen, großen Larven holzbewohnender Käfer und anderen Insekten, gelegentlich fressen diese Spechte auch Beeren. Die Art gilt in weiten Teilen ihres großen Verbreitungsgebietes als wenig häufig und nur lokal als häufiger, der Bestand ist offenbar stabil. Der Rotohrspecht wird von der IUCN daher als ungefährdet („least concern“) eingestuft.

## Beschreibung
Rotohrspechte sind mittelgroße Spechte mit kurzem Schwanz und einem langen, geraden, meißelförmig zugespitzten und an der Basis sehr breiten Schnabel. Die Körperlänge beträgt etwa 30 cm, das Gewicht bei Vögeln der Nominatform 126–170 g. Sie sind damit nur etwas kleiner, aber deutlich leichter als ein Grünspecht. Die Art zeigt hinsichtlich der Färbung einen deutlichen Geschlechtsdimorphismus, Weibchen haben außerdem einen kürzeren Schnabel als die Männchen.
Diese Spechte sind wohl in Anpassung an ihren lichtarmen Lebensraum insgesamt recht einfarbig düster braun bis rotbraun, aber kontrastreicher gezeichnet als die zweite Art der Gattung, der Maronenspecht. Beim Männchen der Nominatform sind Schulterfedern, Rücken, Bürzel und Oberschwanzdecken dunkelrotbraun mit recht schmaler schwärzlicher Bänderung und sehr schmalen hellen Schaftstrichen. Diese Zeichnung ist im frisch vermauserten Gefieder oft kaum erkennbar, wird aber mit der Abnutzung des Federkleides immer deutlicher. Auf den Oberschwanzdecken sind schwarze und rotbraune Binden fast gleich breit.
Die Oberflügeldecken zeigen ebenfalls fast gleich breite schwarze und rotbraune Binden, auf den Schwingen sind die schwarzen Binden deutlich schmaler und haben häufig einen rötlichen oder rotbraunen Ton. Die Oberseite der Steuerfedern ist etwas heller rotbraun mit schmalen und weit auseinanderliegenden schwarzen Binden, die gelegentlich auch fehlen können.
Die Unterseite des Rumpfes ist von der Brust abwärts einfarbig dunkelbraun und recht deutlich rotbraun überhaucht. Unterer Bauch und hintere Flanken sind meist undeutlich rostfarben gebändert. Die Unterschwanzdecken zeigen auf dunkel rotbraunem Grund eine schwarze Bänderung. Unterflügel und Unterschwanz sind wie die Oberseiten gezeichnet, jedoch insgesamt heller.
Die Stirn, die Zügelstreife sowie Kinn und Kehle sind hell bräunlich beige, die Ohrdecken sind etwas dunkler mit hellen Stricheln. Oberkopf, die kurze Haube sowie der Nacken sind dunkelbraun mit unterschiedlich stark ausgeprägter rotbrauner oder beiger Strichelung. Die Halsseiten und oft auch noch einige Federn im Nacken sind leuchtend blutrot.
Der Schnabel ist blassgelb bis grünlichgelb, an der Basis graugrünlich. Beine und Zehen sind grauschwarz mit einem schwachen gelblichen Ton. Die Iris ist rotbraun.
Weibchen fehlen die roten Partien an den Halsseiten, der Kopf wirkt dadurch insgesamt heller als das übrige Gefieder.

## Lautäußerungen
Häufigste Rufe sind meist gereihte und dann in Tempo und Tonhöhe variierende „pit“- oder „dit“-Laute, nicht unähnlich den Geräuschen beim Start einer Dampfmaschine. Arttypisch ist eine Rufreihe von bis zu 24 langen Rufen wie „kwää“, die entlang der Tonleiter abfallen und zum Ende der Rufreihe hin kürzer werden. Der Kontakt zwischen den Paarpartnern wird durch eine etwas langsamere, auf- und absteigende Rufreihe von 9 bis 13 Lauten wie „pii-pii-pii-pii-pii-pii-pii-pii-pii-ä“ aufrechterhalten. Diese Rufreihe ist sehr weittragend und dient wahrscheinlich auch als Reviergesang. Rotohrspechte trommeln offenbar nicht.

## Verbreitung und Lebensraum
Diese Spechtart besiedelt große Teile Südostasiens. Das Verbreitungsgebiet reicht in West-Ost-Richtung vom südlichen Fuß des Himalaya im zentralen Nepal bis in die südostchinesische Provinz Fujian, in Nord-Süd-Richtung von Nepal und etwa 27° N in China bis in den Süden Assams, den Norden Thailands und den Norden Indochinas. Isolierte und auf bergige Gebiete beschränkte disjunkte Vorkommen existieren südlich davon in Malaysia, im Süden Vietnams und auf Hainan. Die Größe des Gesamtverbreitungsgebietes ist nicht genau bekannt; vermutlich ist es größer als bisher angenommen, da die Art aufgrund ihrer versteckten Lebensweise wohl vielfach übersehen wird.
Rotohrspechte sind eng an Wald mit dichtem und wenig lichtdurchlässigem Unterwuchs gebunden. Sie bewohnen vor allem immergrüne tropische Regen- und Mischwälder mit laubabwerfenden Bäumen oder Bambus. Die Tiere sind weitgehend auf das Hügel- und Bergland beschränkt und kommen gewöhnlich in Höhen zwischen 600 und 2200 m vor, gelegentlich aber auch am Fuß von Hügeln und in Thailand, im Norden von Annam und in Vietnam auch bis auf Meereshöhe. In Nepal ist die Art in Höhen zwischen 1500 und 2500 m am häufigsten, in Myanmar wurde sie bis in 2750 m Höhe nachgewiesen.

## Systematik
Es werden fünf Unterarten anerkannt:
- Blythipicus pyrrhotis pyrrhotis (Hodgson, 1837); westlicher Teil des Verbreitungsgebietes, nach Osten bis Laos, Yunnan und Sichuan
- Blythipicus p. sinensis (Rickett, 1897); Südosten Chinas von Guizhou und Guangxi nach Osten bis Fujian. Insgesamt heller als Nominatform, häufig mit schmalen hell beigen Stricheln auf der Brust, Bänderung der Oberseite mehr zu zimtbraun neigend.
- Blythipicus p. annamensis Kinnear, 1926; Hochland im Süden Vietnams. Unterseite viel dunkler als bei voriger Unterart, fast schwärzlich und meist ohne Bänderung, Oberseite viel stärker rostbraun. Rote Gefiederpartien am Kopf weniger ausgedehnt als bei Nominatform.
- Blythipicus p. hainanus (Ogilvie-Grant, 1899); Gebirge Hainans. Klein und mit kurzem Schnabel. Unterseite weniger schieferschwarz und mehr braun.
- Blythipicus p. cameroni Robinson, 1928; Hochland Malaysias. Ebenso dunkel wie Blythipicus p. annamensis, aber Männchen mit noch weniger Rot am Kopf.

## Lebensweise
Die Art hält sich meist nur wenige Meter über dem Boden auf, steigt aber auch bis in die mittlere Baumschicht auf. Die sowohl an lebenden Bäumen als auch an liegendem und stehendem zerfallendem Totholz jeder Größe, jungen Bäumen, Lianen und Bambus gesuchte Nahrung besteht vor allem aus Termiten, Ameisen, großen Larven holzbewohnender Käfer und anderen Insekten, gelegentlich fressen diese Spechte auch Beeren. Die Tiere hacken dazu schnell und recht leise tiefe Löcher in verrottendes Holz, stochern in Spalten und entfernen Moos und andere Epiphyten mit dem Schnabel, gelegentlich jagen sie auch fliegende Insekten.
Rotohrspechte leben einzeln oder in Paaren. Die Brutzeit erstreckt sich von Mai bis Juni, beginnt aber möglicherweise schon im Januar. Die Höhlen werden niedrig in Höhen zwischen 1 und 4 m in lebenden Bäumen oder Totholz angelegt. Das Gelege besteht aus zwei bis drei, gelegentlich vier Eiern, beide Partner brüten und versorgen die Nestlinge. Weitere Angaben zur Brutbiologie liegen bisher nicht vor.

## Bestand und Gefährdung
Angaben zur Bestandsgröße gibt es nicht. Die Art gilt in weiten Teilen ihres großen Verbreitungsgebietes als wenig häufig und nur lokal als häufiger, der Bestand ist offenbar stabil. Der Rotohrspecht wird von der IUCN daher als ungefährdet („least concern“) eingestuft.